# Batulți, Loveci
Batulți (în bulgară Батулци) este un sat în comuna Iablanița, regiunea Loveci,  Bulgaria. 

## Demografie
Componența etnică a satului Batulți
     Bulgari (91,7%)
     Nicio identificare (8,29%)
     Altele (0%)
La recensământul din 2011, populația satului Batulți era de 193 locuitori. Din punct de vedere etnic, majoritatea locuitorilor (91,7%) erau bulgari. Pentru 8,29% din locuitori nu este cunoscută apartenența etnică.